# オランダ最高裁判所
オランダ最高裁判所（オランダさいこうさいばんしょ、オランダ語：Hoge Raad der Nederlandenまたは単にHoge Raad）は、正式にはオランダの高等評議会として、オランダ、キュラソー、シント・マールテン、そしてアルバにおける民事、刑事、税務事件の最終控訴裁判所である。
この裁判所は1838年10月1日に設立され、ハーグに所在している。

## 解説
最高裁判所は民事及び刑事案件について裁定する。特定の行政事件においては最終的な管轄権も有している一方で、他の事件についてはその管轄権は国家評議会（Raad van State）の裁定部門、中央控訴裁判所（Centrale Raad van Beroep）、貿易産業控訴裁判所（College van Beroep van het bedrijfsleven）、そしてオランダ王国のカリブ海部分の司法機関が有している。裁判所は、下級裁判所の判決を破棄または確認する権限を持つカサーション裁判所であり、事実を再審査または疑問視する能力は無い。裁判所が審査するのは、下級裁判所が法律を正しく適用し、そして判決が十分な理由を有しているかどうかだけである。その過程で裁判所は判例法を確立する。
オランダ政府は議会主権によって特徴付けられるため、最高裁判所は国民議会によって制定された一次立法を覆すことはできない。これは憲法第120条で規定されており、裁判所は国民議会と条約によって制定された法律の合憲性について裁定することができないと記されている。シント・マールテン憲法裁判所（シント・マールテン憲法に関する合憲性についてのみ裁定）を除いて、裁判所はしたがって憲法に関する司法審査の能力がほとんどない。しかし、裁判所（最高裁判所を含む）が行政政府によって制定された二次立法を覆すことは可能である。
最高裁判所は現在、36名の裁判官から成り立っている：会長1名、副会長6名、法官（raadsheren、直訳すると"評議会の領主"）25名、そして特別法官（buitengewone dienst）4名。全ての裁判官は自己の要求による退職または70歳の誕生日に強制的に退職するまで、生涯任命される。

## 歴史
カサーションのオランダにおける発展は、18世紀末のバタヴィア革命の間にフランスによって大いに影響を受けた。最高裁判所の設立は1838年に、メヘレンの大評議会とその後継機関であるオランダとゼーラントの高等評議会を終えた。これらは両方とも高等控訴裁判所として機能していた。